# Relacions entre Suïssa i Liechtenstein
Les relacions diplomàtiques entre Suïssa i Liechtenstein són properes a causa de la funció de Suïssa com a protectora dels interessos del seu estat veí, més petit, Liechtenstein.

## Cooperació

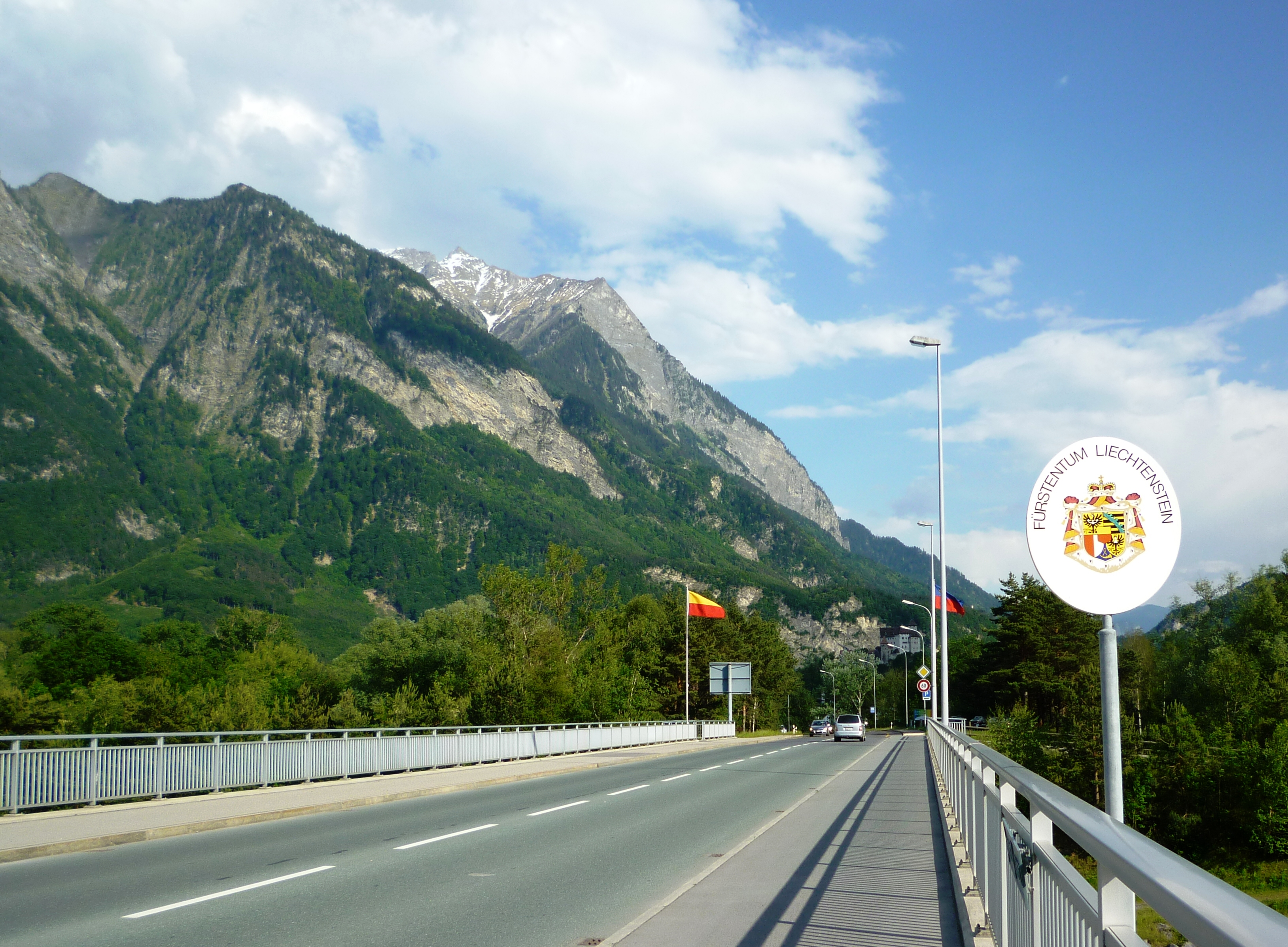
La frontera oberta entre els dos països a Balzers i Trübbach

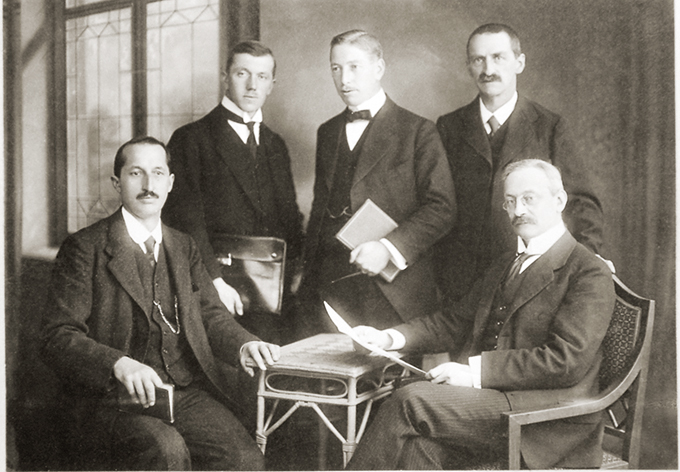
La delegació de Liechtenstein per a les negociacions d'unió duanera amb Suïssa, 1920.

A la petició del govern de Liechtenstein el 1919, Suïssa protegeix els interessos dels ciutadans de Liechtenstein a l'estranger. Els dos estats formen una àrea econòmica i monetària comunaː Liechtenstein utilitza el franc suís (des de 1920) amb una unió duanera (des del 1924) amb fronteres obertes amb Suïssa (encara que tots dos també formen part de l'Acord de Schengen): un visat d'entrada a Suïssa és vàlid a Liechtenstein. Els dos països també tenen un sistema de patents comú. Suïssa té la facultat de participar en tractats internacionals en nom de Liechtenstein si Liechtenstein no hi és representada directament a les negociacions del tractat; aquest poder ha estat més sovint exercit en el cas de tractats que impliquen obligacions o procediments duaners.
La protecció consular suïssa és estesa als ciutadans de Liechtenstein i Suïssa representa Liechtenstein a l'estranger llevat que ho decideixen altrament. Abans que Liechtenstein esdevingués un estat membre de l'Associació Europea de Lliure Comerç, Suïssa va representar els seus interessos en aquesta organització.
El dos estats també comparteix una llengua comuna (l'alemany) i tots dos són fora de la Unió Europea. Liechtenstein hi té confiada a Suïssa la seva defensa militar car no té cap exèrcit propi. Com el seu veí, manté una política de neutralitat. Els ambaixadors de tercers països són normalment acreditats a ambdós estats (l'únic ambaixador resident a Liechtenstein és el de l'Ordre Militar Sobirana de Malta).